# Jean-Claude Rennwald

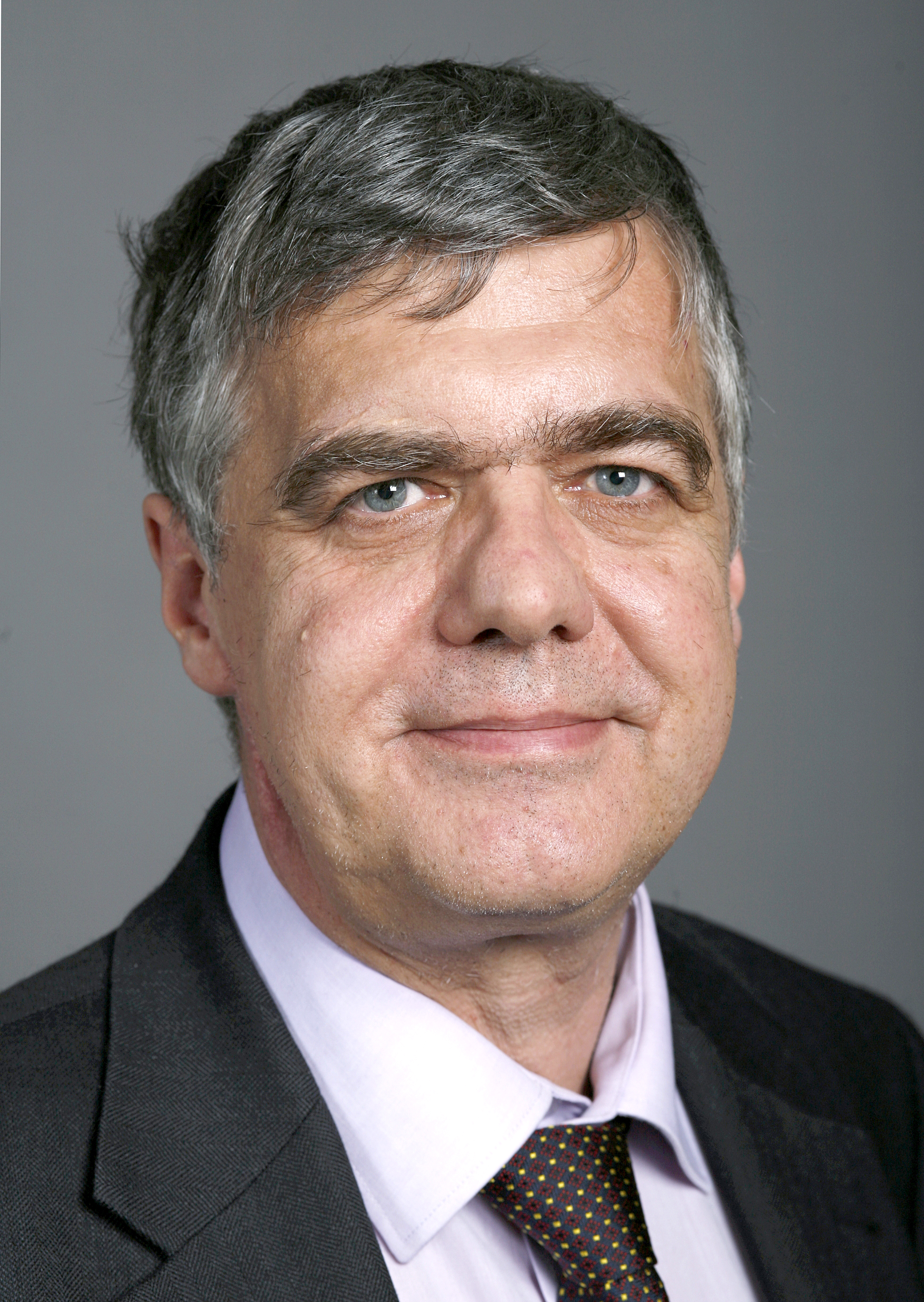
Jean-Claude Rennwald

Jean-Claude Rennwald (* 27. April 1953 in Bassecourt) ist ein Schweizer Politiker (SP).
Der Politikwissenschaftler und Gewerkschafter bei der UNIA sass von 1994 bis 1995 im Kantonsparlament des Kantons Jura und war seit den Wahlen 1995 bis 2011 einer der beiden Nationalräte des Kantons. Als solcher war er Mitglied der Kommission für Wirtschaft und Abgaben.
Rennwald wohnt in Courrendlin, ist verheiratet und hat zwei Kinder.